# Џо Дон Бејкер
Џо Дон Бејкер (енгл. Joe Don Baker; Грозбек, 12. фебруара 1936 — Лос Анђелес, 7. мај 2025) био је амерички филмски и телевизијски глумац, који се истакао као карактерни глумац. Био је доживотни члан Акторс студија. Током своје каријере потврдио се као акциона звезда са бројним споредним улогама, а посебно током '70.- их година XX века. Неке од тих улога су у вестернима као мистериозни каубој луталица у Револвери седморице величанствених (1969) и као заменик шерифа у вестерну Дивље скитнице (1971), пре него што је стекао светску славу тумачећи улоге мафијашког убице у Чарли Варику (1973), шерифа из Тенесија из стварног живота Бјуфорда Пусера у класичном акционом филму Ходати усправно (1973), као шеф полиције Џери Карлин у акционој комедији Флеч (1985) и као Клод Керсек у трилеру Рт страха (1991).
1987. године Бејкер је глумио злог трговца оружјем Бреда Витакера у Бондовом филму Дах смрти, у ком је Тимоти Далтон глумио агента 007. 1995. и 1997. Бејкер се вратио у Бонд серијал, овог пута играјући другог лика, агента ЦИА Џек Вејда, у Златном оку и Сутра не умире никад, са Пирсом Броснаном у улози Бонда. Бејкер је један од четворице глумаца који су се појавили и као Бондов савезник и као негативац, а остали су Чарлс Греј, Валтер Готел  и Ричард Кил.